# 니컬러스 비숍
니컬러스 비숍(Nicholas Bishop, 1973년 9월 19일 ~ )은 오스트레일리아의 배우이다.

## 출연 작품
- 우드론 (2015)
- 더 멘토 (2014)
- 바디 오브 프루프 3 (2013)
- 바디 오브 프루프 2 (2011)
- 바디 오브 프루프 1 (2011)
- 랜드 오브 더 애스트로너츠 (2010)
- 홈 앤 어웨이 (1988)